# Saint-Michel-de-Lapujade

Saint-Michel-de-Lapujade este o comună în departamentul Gironde din sud-vestul Franței. În 2009 avea o populație de 196 de locuitori.

## Evoluția populației
| An        | 1975 | 1982 | 1990 | 1999 | 2006 | 2009 |
| --------- | ---- | ---- | ---- | ---- | ---- | ---- |
| Populație | 209  | 221  | 222  | 221  | 204  | 196  |